# Секта Ріндзай

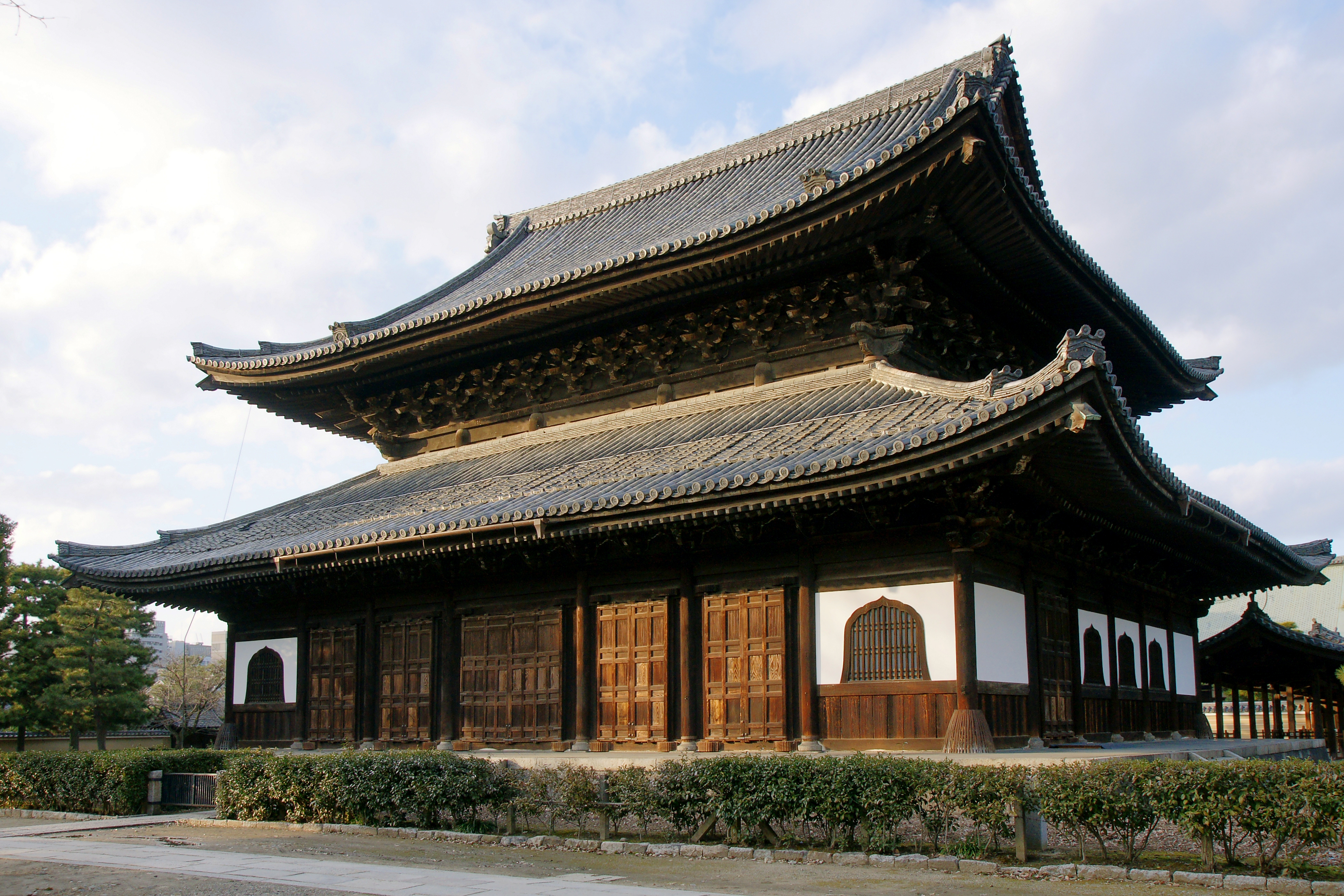
Зала Закону монастиря Кеннінджі.

Ворота монастиря Дайтоку.

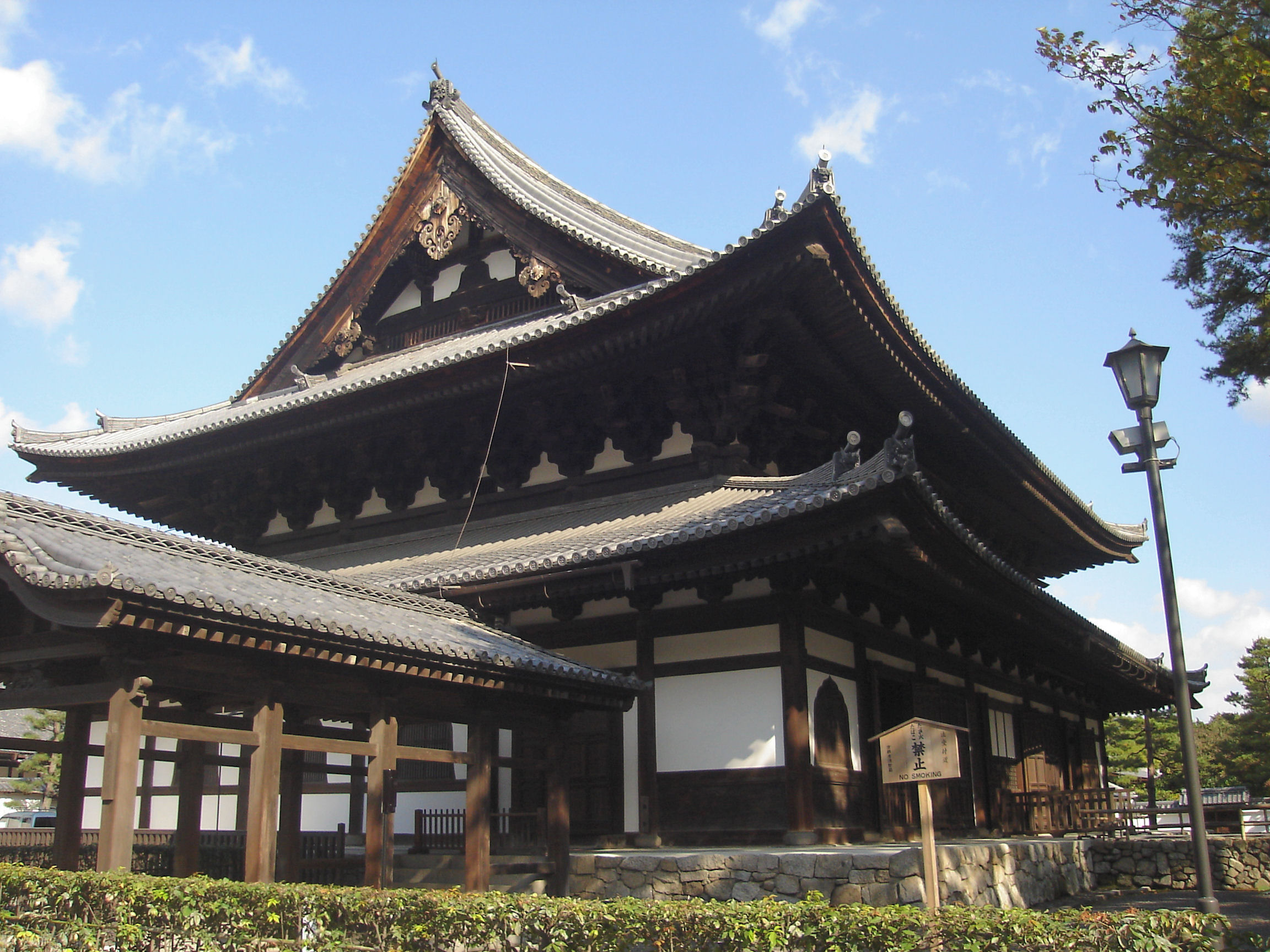
Зала Закону монастиря Шококуджі.

Се́кта Ріндза́й (яп. 臨済宗, りんざいしゅう, «секта Ліньдзі») — одна з буддистських сект магаяністського вчення дзен в Японії. Походить від китайської секти Ліньдзі буддизму чань. Заснована наприкінці 12 століття ченцем Ейсаєм.　

## Короткі відомості
Згідно з доктриною Ріндзай-шу, людина досягає виривається з кола мук і перероджень сансари і може досягти просвітлення шляхом наближення до природи будди через медитацію або роздуми, а не шляхом нагромадження знань через глибоке вивчення буддистських сутр. 
Для стимулювання медитації використовуються коани — алогічні і парадоксальні ребуси, задачі чи загадки, які можуть мати різноманітну форму — від діалогу чи малюнку до прийому у фехтуванні. Розв'язання коанів супроводжується блискавичною зміною свідомості і приводить або підводить людину до просвітлення. Підхід Ріндзай-шу до здобуття просвітлення і концепція коанів справили великий вплив на формування самурайської естетики 13 — 19 століття.
У 15 — 18 століттях 10 провідних монастирів секти Ріндзай-шу в Кіото і Камакурі були згруповані у «П'ять кіотоських гір» (Тенрюджі, Шококуджі, Кеннінджі, Тофукуджі, Манджуджі) і «П'ять камакурських гір» (Кенчоджі, Енкакуджі, Джуфукуджі, Джочіджі, Джомьоджі). Ченці цих монастирів прославилися в царині середньовічних японських мистецтва і літератури. Вони також виконували функцію дипломатів японського уряду, оскільки мали контакти з китайськими і корейськими буддистами.
На кінець 20 століття Ріндзай-шу поділяється на 14 гілок, які називаються за іменами центральних монастирів:
- Гілка Кеннінджі (建仁寺派; заснована 1202 року Ейсаєм у Кіото)
- Гілка Тофукуджі (東福寺派; заснована 1236 року Енні у Кіото)
- Гілка Кенчоджі (建長寺派; заснована 1253 року Ранкеєм Дорю у Камакурі)
- Гілка Енкакуджі (円覚寺派; заснована 1282 року Муґаку Соґеном у Камакурі)
- Гілка Нанзенджі (南禅寺派; заснована 1291 року Мукан Фумоном у Кіото)
- Гілка Кокутайджі (国泰寺派; заснована 1300 року Джіуном Мьої у Томіоці)
- Гілка монастиря Дайтоку (大徳寺派; заснована 1315 року Шохо Мьочо у Кіото)
- Гілка Коґакуджі (向嶽寺派; заснована 1378 року Бассуєм Токушо в Ендзані)
- Гілка Мьошінджі (妙心寺派; заснована 1337 року Кандзаном Еґеном у Кіото)
- Гілка Тенрюджі (天龍寺派; заснована 1339 року Мусо Сосекі у Кіото)
- Гілка Ейґенджі (永源寺派; заснована 1361 року Джакушіцу Кенко у Хіґаші-Омі)
- Гілка Хокоджі (方広寺派; заснована 1384 року Мумоном Ґенсеном у Хамамацу)
- Гілка Шококуджі (相国寺派; заснована 1392 року Мусо Сосекі у Кіото)
- Гілка Буццуджі (佛通寺派; заснована 1397 року Ґучу Шукю у Міхара)